# Dorset Street
Dorset Street était une rue située au cœur du quartier Spitalfields dans l'East End de Londres.

## Situation
Elle reliait Commercial Street à Crispin Street. Elle ne doit pas être confondue avec la rue du même nom, située dans le West End dans le quartier Marylebone.

## Historique
Construite en 1674 et d'abord connue sous le nom de Datchet Street (probablement en l'honneur de William Wheler de Datchet, propriétaire de terres dans les environs), elle prit le nom de Dorset Street peu après. Pendant quelque temps, elle fut connue sous le nom de Dosset Street ou Dasset Street, peut-être à cause des logements insalubres qu'elle contenait ou parce que les immigrants qui y vivaient avaient du mal à prononcer son nom d'origine. Il s'agissait d'une rue courte et étroite de 400 pieds de long par 24 pieds de large parallèle à Brushfield Street au nord et White's Row au sud. Une petite ruelle du nom de Paternoster Row reliait Dorset Street à Brushfield Street. Au milieu du XIXe siècle, un homme nommé John Miller construisit quelques maisons à l'arrière de ses jardins aux 26-27 Dorset Street, du côté nord de la rue. Cette petite zone où conduisait un passage couvert devint connue sous le nom de Miller's Court. Le 13 Miller's Court, où Mary Jane Kelly fut assassinée était à l'origine la partie arrière du 26 Dorset Street, renumérotée et devenue une résidence séparée par son propriétaire Jack McCarthy. Miller's Court donnait sur d'autres studios qui avaient remplacé l'ancien jardin.
Dans les années 1880, Dorset Street était presque entièrement occupée par des maisons d'hébergement qui ressemblaient plus à des taudis qu'autre chose. Elles étaient contrôlées par deux hommes, Jack McCarthy et William Crossingham. Ceux-ci étaient soupçonnés d'être impliqués dans divers rackets et dans le contrôle des prostituées. Seules deux entreprises avaient des commerces légaux, selon le Post Office Street Directory de 1888 : celle de Barnett Price, qui tenait une épicerie au numéro 7, et le pub Blue Coat Boy, dirigé par William James Turner, au numéro 32. On a estimé à 1 200 hommes le nombre de personnes passant la nuit dans les maisons d'hébergement de Dorset Street.
Réputée la pire rue de Londres, elle a été la scène du dernier meurtre de Jack l'Éventreur, celui de Mary Jane Kelly, dans la nuit du 8 au 9 novembre 1888. Le meurtre a eu lieu dans le studio de Kelly au 13 Miller's Court, un passage situé entre le 26 et le 27 Dorset Street.
Au coin de Dorset et de Commercial Street, était situé le pub Britannia où Mary Jane Kelly allait souvent prendre un verre. Face au 15 Miller's Court, on pouvait voir la maison d'hébergement de William Crossingham qui en possédait une autre au coin du 35 Dorset Street et de Paternoster Row. C'est là que la seconde victime de l'Éventreur, Annie Chapman, a été vue vivante pour la dernière fois avant de tourner à droite sur Brushfield Street se dirigeant vers Commercial Street.
Dorset Street est restée un bidonville notoire après le meurtre de Mary Jane Kelly. D'ailleurs, d'autres meurtres sordides ont suivi dans les années d'après. En 1901, Mary Ann Austin a été tuée avec dix blessures à l'abdomen dans l'ancienne maison d'hébergement de William Crossingham au 35 Dorset Street. En 1909, un meurtre similaire à ceux de Jack l'Éventreur a eu lieu au 20 Miller's Court, au-dessus de l'ancienne chambre de Mary Kelly. À l'époque, le propriétaire du Miller's Court était toujours Jack McCarthy. Le dernier meurtre dans Dorset Street a été un règlement de comptes entre bandes rivales en février 1960.
Comme l'indique Ralph Finn dans ses mémoires de 1963, Dorset Street était, au début du XXe siècle, une sorte de petit ghetto non-juif dans ce qui était devenu un quartier largement juif. Le 28 juin 1904, la rue changea de nom et devint Duval Street. En 1920, la Corporation de Londres, qui venait d'acheter le marché de Spitalfields, commença une reconstruction majeure qui incluait la destruction de l'ensemble de la partie nord de Duval Street, y compris le Miller's Court. Le nouveau marché aux fruits ouvrit en 1928. Dans les années 1960, un autre développement a entraîné la construction d'un stationnement pour camions pour le marché. Les bâtiments du côté sud de Duval Street furent réaménagés en un parking de plusieurs étages. Le côté nord, en plus du marché aux fruits, est maintenant utilisé comme espace de bureaux pour de petites entreprises et comme entrepôt de stockage pour une société d'import-export.